# Пристрастяване
Пристрастяването е процес на създаване на психическа и/или физическа зависимост към определено вещество или действие. Обикновено пристрастяването е процес, който се развива с времето. Пристрастяването може да се разглежда и като продължаване употребата на вещество или извършването на дейността, въпреки негативните последствия, свързани с тях. Удоволствието и насладата, които са изпитани първоначално, при продължителна употреба на веществото или дейността, води до необходимост от употребата им, за да се възвърне нормалното състояние (състоянието преди започването). То се свързва с промените в мозъчната биохимия и структурните промени на мозъка, които настъпват след употребата на „пристрастителя“, наричан още наркотик. След като премине ефектът от еднократната употреба, човек рядко изпитва неконтролируема нужда. Някои наркотици могат да доведат до неприятни странични ефекти (гадене, главоболие, обърканост), още при първата употреба, но в повечето случаи водят до приятни усещания. Точно те обикновено са причината човек да реши да употреби отново и да продължи да употребява по-често, което впоследствие може да доведе до пристрастяване. Тоест, човек се пристрастява към нещо, което му харесва. Думата произлиза от страст – силно желание, обожаване, отдаване, обезумяване.

## Стадии на пристрастяване
Разглеждаме следните стадии в процеса на пристрастяване:
1. Опитване.
2. Харесване.
3. Започване на редовна употреба или практикуване.
4. Волеви стремеж към практикуване на „пристрастяващото“, отслабване на волята за борба със зависимостта.
5. Отслабване на тялото, вследствие на ефектите от пристрастяването, или заради прекомерно изразходване на силите и ресурсите на тялото.
6. Опити за отказване от пристрастяването.

Съществуват и други видове зависимости, получаващи се независимо от волята и желанията на зависимия. Пример: Лекарствена зависимост. Разликата между подобна зависимост и пристрастяването е в доброволния избор и стремеж на пристрастения към обекта на пристрастяването.

## Видове зависимости
Видове зависимости, според обекта на пристрастяване:
- Графомания – болезнено влечение и пристрастяване към усилено и безплодно писане, към многословно и безполезно съчинителство.
- Алкохолизъм – психическа и/или физическа зависимост от алкохола.
- Наркомания – състояние на психическа или комбинация от психическа и физическа зависимост към даден вид вещество, с въздействие върху централната нервна система
- Хазартна зависимост – зависимост към хазартни игри, като: тото, комар, казино, покер, конни надбягвания.
- Тютюнопушене – пристрастяване към тютюневи изделия, цигари, пури, лула.
- Работохолизъм – натрапчиво желание за себедоказване, чрез службата.
- Чревоугодничество – зависимост от преяждане.
- Сексуално пристрастяване
- Телевизионно пристрастяване: Телемания
- Пристрастяване към кино: Киномания
- Пристрастяване към футбол: Запалянко
- Интернет пристрастяване
  - Уикихолизъм
  - Форумно пристрастяване
  - Чат
  - Компютърни игри
  - Порнографска зависимост

### Пристрастяване към вещество
Пристрастяването към вещество може да се дефинира, като хронично прогресиращо разстройство, характеризиращо се с поведение на натрапчиво търсене и приемане на веществото (наркотикът).
Употребата на повечето психоактивни вещества е свързана с освобождаването и удължаването на действието на допамин и серотонин. Различните видове вещества постигат този ефект по различен начин. Изглежда допаминът има по-голямо въздействие и действието му е установено. Той се свързва за D1 рецептора, задействайки сигнална каскада в клетката. цAMФ-зависима протеин киназа фосфорилира цAMФ-зависим-елемент свързващ протеин (CREB), транскрипционен фактор, които индуцура транскрипцията на определени гени, сред които и C-Fos.

#### Основни класове вещества, предизвикващи пристрастяване
- Стимуланти (психическа зависимост от умерена до остра; отказването е на психична и психосоматична основа):
  - Амфетамин и метамфетамин
  - Кокаин
  - Кофеин
- Успокоителни и хипнотични (психическа зависимост, слаба до остра; отказването изведнъж може да е фатално):
  - Алкохол
  - Барбитурат
  - Бензодиазепини
  - Метаквалон
- Опиати и опиоидни аналгетици (психическа зависимост, слаба до остра; отказването рядко може да е фатално):
  - Морфин и кодеин, естествени опиятни аналгетици
  - Хероин, оксикодон, – полусинтетични
  - Фентанил, метадон – синтетични
- Никотин

Ниво на пристрастяване към определени наркотици:
| Наркотик      | Общо | Удоволствие | Психична зависимост | Физическа зависимост |
| ------------- | ---- | ----------- | ------------------- | -------------------- |
| Хероин        | 3.00 | 3.0         | 3.0                 | 3.0                  |
| Кокаин        | 2.37 | 3.0         | 2.8                 | 1.3                  |
| Алкохол       | 1.93 | 2.3         | 1.9                 | 1.6                  |
| Никотин       | 2.23 | 2.3         | 2.6                 | 1.8                  |
| Барбитурат    | 2.01 | 2.0         | 2.2                 | 1.8                  |
| Бензодиазепан | 1.83 | 1.7         | 2.1                 | 1.8                  |
| Метамфетамин  | 1.67 | 2.0         | 1.9                 | 1.1                  |
| LSD           | 1.23 | 2.2         | 1.1                 | 0.3                  |
| Екстази       | 1.13 | 1.5         | 1.2                 | 0.7                  |

### Пристрастяване към действие
Терминът „пристрастяване“ се използва и за несвързани с вещество непреодолими импулси за извършване на определено действие, като: пазаруване, секс, хранене, хазарт, спорт, както и все по-разпространеното пристрастяване към компютър (в това число уикихолизъм). В тези общи случаи терминът пристрастяване се използва за описване на повтаряща се натрапчива необходимост от извършване на дейност, като вредите от нея върху физическото, менталното здраве и социалния живот се осъзнати от потърпевшия. Може да съществуват биологични и психологически фактори, които допринасят за тези зависимости.

## Последици от наличието на зависимост
В крайната си форма проявата на зависимост е олицетворение на фокусираното единствено върху „тук и сега“ поведение. Това в повечето случаи провокира натрапчиво поведение и често игнориране на последствията от поведението върху развитието на личността. С оглед на тези особености, в личния живот на индивида, в състояние на зависимост, преобладава присъствието на чувство за вина, болка, страх и безнадеждност, които, обаче, не е задължително да бъдат осъзнати като такива. Не е изключено и обострянето на някои депресивни изблици и поява на тревожни симптоми.

## Епидемиология
Най-разпространените зависимости са към легални субстанции като:
- Никотин (тютюн), в частност цигари
- Алкохол
- Кофеин

## Пристрастяване при децата
Запознаването в ранна възраст със социалния феномен на наркоманиите е важна предпоставка за предотвратяването на развитие на зависимост в подрастваща и зряла възраст.
С навлизането на телевизията и компютрите и голямата ангажираност на родителите, все повече деца прекарват твърде много време сами пред компютъра или телевизора.